# Strada provinciale 8 Castiglione-Baragazza-Campallorzo
La strada provinciale 8 Castiglione-Baragazza-Campallorzo è una strada provinciale italiana del comune di Castiglione dei Pepoli della città metropolitana di Bologna.

## Percorso
Comincia nel capoluogo comunale, Castiglione, dove ha luogo l'intersezione con l'ex SS 325. Da lì scende a Ca' di Landino ed attraversa il fiume Setta, quindi sale al paese di Baragazza. Da questo punto si dirige a sud-est: in tal modo giunge a Roncobilaccio e nella valle del torrente Gambellato. Nell'ultimo tratto la provinciale procede in salita: l'ultima località che serve è San Giacomo, dopodiché, a circa 840 m s.l.m., incontra il confine con la provincia di Firenze e da lì assume il nome di SP 120 "di Roncobilaccio".